# Izaäk Stortenbeker
Izaäc/Isaäc Stortenbeker (Den Haag, 18 november 1833 - aldaar, 2 april 1910), soms aangeduid als J. Stortenbeker, was een Nederlands organist en pianist.
Hij was zoon van huisschilder Willem Stortenbeker (onder andere schilder bij Kasteel Keukenhof) en Petronella Krauth. Broers Johannes Stortenbeker, Pieter Stortenbeker en Cornelis Stortenbeker werden bekend kunstschilders. Hijzelf was getrouwd met Elisabeth Jacoba Bisschop.
Hij was leerling van de Muziekschool in Den Haag, alwaar hij in 1856 als beginnend organist nog een examenconcert gaf. Hij startte zijn loopbaan als concertpianist en begeleider, zo trad hij in 1864 op in het Groot Stedelijk Badhuis in Scheveningen en in 1870 in Diligentia. Hij dirigeerde in die jaren ook het zangkoor Con Animo. Hij schreef ook enkele werken, die geheel in de anonimiteit bleven, zoals een Fantaisie brillante pour piano gebaseerd op Le chalet van Adolphe Adam (opus 2, gedrukt bij Boshart & Osthoff). 
Hij was minstens veertig jaar de organist van de Waalse Kerk in Den Haag (vierde in 1892 nog zijn dertigjarig jubileum aldaar), maar ook hofpianist van koning Willem III der Nederlanden. Hij gaf in het kader van die functie voorts pianoles aan prinses Wilhelmina der Nederlanden. Hij vertoefde regelmatig in de kringen rond het koningshuis. 
Hij werd benoemd tot ridder in de Orde van de Eikenkroon, Orde van Oranje-Nassau en droeg het kruis van verdienste van Waldeck-Pyrmond. Ten slotte werd hij, samen met Willem Mengelberg in 1903 benoemd tot officier d’Académie.
Hij werd begraven op Oud Eik en Duinen. Den Haag kent een Stortenbekerstraat, maar die is vernoemd naar broer Pieter.